# Зюзин, Пётр Дмитриевич
Пётр Дмитриевич Зюзин (1922—1999) — подполковник Советской Армии, участник Великой Отечественной войны, Герой Советского Союза (1944).

## Биография
Пётр Зюзин родился 24 июля 1922 года в деревне Жуковка (ныне — Одинцовский район Московской области). Рано остался без родителей, жил в Москве. В 1938 году Зюзин окончил восемь классов школы, в 1940 году — школу фабрично-заводского ученичества, после чего работал надсмотрщиком на Московской центральной телефонной станции. В 1941 году окончил аэроклуб. В апреле того же года Зюзин был призван на службу в Рабоче-крестьянскую Красную Армию. В 1942 году он окончил Черниговскую военную авиационную школу лётчиков, после чего до марта 1943 года служил в запасном авиаполку. С марта 1943 года — на фронтах Великой Отечественной войны. Принимал участие в боях на Ленинградском и Карельском фронтах. С 1944 года летал на одном из четырёх истребителей «Эстрада — фронту», построенных на средства артистов эстрады Москвы и Ленинграда, который ему лично передала певица Лидия Русланова.
К осени 1944 года гвардии лейтенант Пётр Зюзин был штурманом эскадрильи 29-го гвардейского истребительного авиаполка 324-й истребительной авиадивизии 7-й воздушной армии Карельского фронта. За время своего участия в боях он совершил 211 боевых вылетов, принял участие в 41 воздушном бою, сбив 16 вражеских самолётов лично.
Указом Президиума Верховного Совета СССР от 2 ноября 1944 года за «мужество и героизм, проявленные в боях» гвардии лейтенант Пётр Зюзин был удостоен высокого звания Героя Советского Союза с вручением ордена Ленина и медали «Золотая Звезда» за номером 4318.
После окончания войны Зюзин продолжил службу в Советской Армии. С 1951 года служил лётчиком-испытателем в ГК НИИ ВВС, испытывал авиационные двигатели и радиолокационное оборудование на истребителях. В декабре 1958 года в звании подполковника он был уволен в запас. Проживал в Москве, до 1984 года работал инженером в ОКБ Микояна. Скончался 15 апреля 1999 года, похоронен на Николо-Архангельском кладбище Москвы.
Был также награждён тремя орденами Красного Знамени, двумя орденами Отечественной войны 1-й степени, тремя орденами Красной Звезды, рядом медалей.